# Foot Ball Club Spezia 1906 1984-1985
Questa pagina raccoglie le informazioni riguardanti il Foot Ball Club Spezia 1906 nelle competizioni ufficiali della stagione 1984-1985.

## Stagione
Nella stagione 1984-1985 lo Spezia disputa il campionato di Serie C2, con 29 punti ottiene l'ultimo posto in classifica in buona compagnia, sono in sei, lo spezia, nella classifica avulsa che determina le posizioni decisive, risulta la migliore ed è quindi salva. Scendono Olbia, Nuorese ed Imperia, oltre allo Spezia si salvano Carbonia e Vogherese. Lo spezia ottiene il 13º posto finale.
Il nuovo presidente Ottorino Belli, inizia la stagione con l'allenatore Ezio Galbiati, si lotta duramente per tutta la stagione per mantenere la categoria, Ezio Galbiati è stanco, ad un certo punto getta la spugna e lascia il testimone, prima a Giovanni Carassale e poi a Sergio Curletto, che lavora con sagacia e alla fine compie il miracolo. Nelle ultime tre partite raccoglie una vittoria interna (2-0) all'Olbia e due pareggi esterni. Con lo (0-0) di Voghera il 9 giugno, arriva il conforto della salvezza certa per entrambe, proprio sul filo di lana del campionato. Salgono in Serie C1 il Siena ed il Prato.
Nella Coppa Italia di Serie C gli aquilotti, prima del campionato, disputano il girone I di qualificazione, raccolgono 5 punti nel girone che promuove la Massese ai sedicesimi di finale della manifestazione.

## Rosa
| N. |                   | Ruolo | Calciatore         |
| -- | ----------------- | ----- | ------------------ |
|    | Italia (bandiera) | A     | Mauro Babbi        |
|    | Italia (bandiera) | C     | Anselmo Baldi      |
|    | Italia (bandiera) | A     | Giuseppe Bandoni   |
|    | Italia (bandiera) | D     | Maurizio Benedetti |
|    | Italia (bandiera) | D     | Alberto Boggio     |
|    | Italia (bandiera) | C     | Mauro Cappelletti  |
|    | Italia (bandiera) | A     | Cesare Carmassi    |
|    | Italia (bandiera) | C     | Renato Dainese     |
|    | Italia (bandiera) | C     | Francesco Fazio    |
|    | Italia (bandiera) | D     | Marco Filippigh    |

| N. |                   | Ruolo | Calciatore          |
| -- | ----------------- | ----- | ------------------- |
|    | Italia (bandiera) | P     | Mauro Marchisio     |
|    | Italia (bandiera) | C     | David Nannipieri    |
|    | Italia (bandiera) | C     | Giulio Palazzese    |
|    | Italia (bandiera) | C     | Michele Ricci       |
|    | Italia (bandiera) | C     | Giuseppe Sannino    |
|    | Italia (bandiera) | C     | Angelo Sorace       |
|    | Italia (bandiera) | A     | Marco Tarasconi     |
|    | Italia (bandiera) | D     | Stefano Torcigliani |
|    | Italia (bandiera) | A     | Idano Valenzi       |

## Risultati

### Campionato

#### Girone di andata
| Arbitro: | Da Ros (Treviso) |

|                     |           |  |
| Ferla 35’ Ennas 50’ | Marcatori |  |

| Arbitro: | Picchio (Macerata) |

|  |           |                                               |
|  | Marcatori | 28’, 51’ Brandolini 39’ Cavaglià 81’ Mainardi |

| Arbitro: | Arpaia (Forlì) |

|  |           |             |
|  | Marcatori | 28’ Bandoni |

| Arbitro: | Ciaccio (Napoli) |

|            |           |                          |
| Sorace 68’ | Marcatori | 59’ Nuccio 63’ Perinelli |

| Imperia 21 ottobre 1984 5ª giornata | Imperia             | 0 – 0 | Spezia | Stadio Nino Ciccione\| Arbitro: \| De Santis (Treviso) \| |
| Arbitro:                            | De Santis (Treviso) |       |        |                                                           |

| Arbitro: | Cesca (Latisana) |

|                               |           |  |
| Sorace 75’ Cappellelletti 82’ | Marcatori |  |

| Arbitro: | Boggi (Salerno) |

|  |           |               |
|  | Marcatori | 86’ Benedetti |

| Arbitro: | Ingargiola (Marsala) |

|  |           |                    |
|  | Marcatori | Olmi 29’ Folli 49’ |

| Arbitro: | Stafoggia (Pesaro) |

|             |           |  |
| Rivetta 78’ | Marcatori |  |

| Arbitro: | Cazzamalli (Milano) |

|                            |           |                |
| Tarasconi 11’ Carmassi 59’ | Marcatori | 57’ Vernacchia |

| Arbitro: | Creati (Acireale) |

|                |           |  |
| Barlassina 54’ | Marcatori |  |

| Arbitro: | Dalfovo (Trento) |

|                      |           |                 |
| Tarasconi 79’ (rig.) | Marcatori | 60’ Domenichini |

| Arbitro: | Lamberti (Barletta) |

|                            |           |  |
| Saporito 6’ Marescalco 90’ | Marcatori |  |

| La Spezia 23 dicembre 1984 14ª giornata | Spezia                    | 0 – 0 | Lodigiani | Stadio Alberto Picco\| Arbitro: \| Merlino (Torre del Greco) \| |
| Arbitro:                                | Merlino (Torre del Greco) |       |           |                                                                 |

| La Spezia 6 gennaio 1985 15ª giornata | Spezia           | 0 – 0 | Prato | Stadio Alberto Picco\| Arbitro: \| Cornieti (Forlì) \| |
| Arbitro:                              | Cornieti (Forlì) |       |       |                                                        |

| Arbitro: | Amendolia (Messina) |

|  |           |             |
|  | Marcatori | 30’ Valenzi |

| La Spezia 20 gennaio 1985 17ª giornata | Spezia              | 0 – 0 | Vogherese | Stadio Alberto Picco\| Arbitro: \| Manfredini (Modena) \| |
| Arbitro:                               | Manfredini (Modena) |       |           |                                                           |

#### Girone di ritorno
| La Spezia 3 febbraio 1985 18ª giornata | Spezia          | 0 – 0 | Torres | Stadio Alberto Picco\| Arbitro: \| Rosati (Empoli) \| |
| Arbitro:                               | Rosati (Empoli) |       |        |                                                       |

| Arbitro: | De Santis (Treviso) |

|              |           |  |
| Mainardi 76’ | Marcatori |  |

| Arbitro: | Iori (Parma) |

|                         |           |  |
| Baldi 44’ Tarasconi 47’ | Marcatori |  |

| Arbitro: | Falca (Pinerolo) |

|                    |           |               |
| Bianchini 40’, 70’ | Marcatori | 12’ Tarasconi |

| La Spezia 3 marzo 1985 22ª giornata | Spezia              | 0 – 0 | Imperia | Stadio Alberto Picco\| Arbitro: \| Scaramuzza (Mestre) \| |
| Arbitro:                            | Scaramuzza (Mestre) |       |         |                                                           |

| Tortona 10 marzo 1985 23ª giornata | Derthona         | 0 – 0 | Spezia | Stadio Fausto Coppi\| Arbitro: \| Da Ros (Treviso) \| |
| Arbitro:                           | Da Ros (Treviso) |       |        |                                                       |

| Arbitro: | Mitrugno (Legnano) |

|             |           |  |
| Valenzi 29’ | Marcatori |  |

| Arbitro: | Pesce (Napoli) |

|                  |           |  |
| Bertani 21’, 59’ | Marcatori |  |

| La Spezia 6 aprile 1985 26ª giornata | Spezia              | 0 – 0 | Carbonia | Stadio Alberto Picco\| Arbitro: \| Conforti (Macerata) \| |
| Arbitro:                             | Conforti (Macerata) |       |          |                                                           |

| Arbitro: | Forte (Aosta) |

|             |           |  |
| Garozzo 27’ | Marcatori |  |

| La Spezia 21 aprile 1985 28ª giornata | Spezia         | 0 – 0 | Savona | Stadio Alberto Picco\| Arbitro: \| Fiaschi (Pisa) \| |
| Arbitro:                              | Fiaschi (Pisa) |       |        |                                                      |

| Arbitro: | Lamberti (Barletta) |

|                 |           |  |
| Del Francia 69’ | Marcatori |  |

| La Spezia 12 maggio 1985 30ª giornata | Spezia | 0 – 0 | Alessandria |  |

| Arbitro: | Carrubba (Siracusa) |

|          |           |  |
| Cini 87’ | Marcatori |  |

| Prato 26 maggio 1985 32ª giornata | Prato           | 0 – 0 | Spezia | Stadio Lungobisenzio\| Arbitro: \| Bettini (Forlì) \| |
| Arbitro:                          | Bettini (Forlì) |       |        |                                                       |

| Arbitro: | Schiavon (Padova) |

|                           |           |  |
| Sannino 29’ Palazzese 36’ | Marcatori |  |

| Voghera 9 giugno 1985 34ª giornata | Vogherese        | 0 – 0 | Spezia | Stadio Comunale\| Arbitro: \| Fiorenza (Siena) \| |
| Arbitro:                           | Fiorenza (Siena) |       |        |                                                   |

### Coppa Italia

#### Girone I
| Arbitro: | Rosati (Empoli) |

|                               |           |                              |
| Albi 14’ (aut.) Tarasconi 76’ | Marcatori | 21’ Paraluppi 62’ D'Agostino |

| Arbitro: | Iori (Parma) |

|                     |           |              |
| Tillotta 46’ (rig.) | Marcatori | 86’ Carmassi |

| La Spezia 2 settembre 1984 3ª giornata | Spezia         | 0 – 0 | Lucchese | Stadio Alberto Picco\| Arbitro: \| Catania (Roma) \| |
| Arbitro:                               | Catania (Roma) |       |          |                                                      |

| Arbitro: | Mazzetti (Firenze) |

|                         |           |                         |
| Albi 45’ D'Agostino 49’ | Marcatori | 21’ Babbi 81’ Tarasconi |

| Arbitro: | Zambelli (Brescia) |

|               |           |                           |
| Tarasconi 51’ | Marcatori | 21’ Chiarugi 35’ Mocellin |

| Lucca 16 settembre 1984 6ª giornata | Lucchese     | 0 – 0 | Spezia | Stadio Porta Elisa\| Arbitro: \| Bin (Torino) \| |
| Arbitro:                            | Bin (Torino) |       |        |                                                  |